# Stazione di Alvignano
La stazione di Alvignano è una stazione ferroviaria a servizio del comune di Alvignano, in provincia di Caserta, posta sulla ferrovia Piedimonte Matese - Santa Maria Capua Vetere (Alifana alta). Attualmente è gestita dall'Ente Autonomo Volturno (EAV).

## Storia
La stazione è stata ricostruita nel dopoguerra, nel luogo dove era situata la vecchia stazione, distrutta durante la Seconda guerra mondiale. Per alcuni anni, il fabbricato viaggiatori è stato occupato dal comando della polizia municipale locale.

## Strutture e impianti
La stazione conta un fabbricato viaggiatori impresenziato e due binari per il servizio viaggiatori; più due binari tronchi e un piccolo edificio per lo scalo merci, attualmente inutilizzato.

## Movimento
La stazione è servita da treni regionali svolti da EAV. Nella stazione fermano tutti i treni della linea Napoli - Piedimonte Matese e le destinazioni principali sono Napoli e Piedimonte Matese.